# منتخب إندونيسيا تحت 21 سنة لكرة القدم
منتخب إندونيسيا تحت 21 سنة لكرة القدم (بالإندونيسية: Tim nasional sepak bola U-21 Indonesia)‏ هو ممثل إندونيسيا الرسمي في المنافسات الدولية في كرة القدم في فئة كرة قدم تحت 21 سنة للرجال، يديريه اتحاد إندونيسيا لكرة القدم.